# Ljupko Petrović
Ljupko Petrović họ tên đầy đủ Ljubomir "Ljupko" Petrović (tiếng Serbia:Љубомир Петровић Љупко; sinh ngày 15 tháng 5 năm 1947), là cựu cầu thủ bóng đá Nam Tư, nay là Serbia, hiện đã nghỉ hưu. Ông dẫn dắt Sao Đỏ Beograd vô địch C1 châu Âu năm 1991, từng dạy HLV Jose Mourinho  và HLV Pep Guardiola trong một thời gian ngắn.

## Sự nghiệp

### Cầu thủ
Ông sinh ra tại làng Brusnica Velika nằm gần Bosanski Brod, Cộng hòa nhân dân Bosnia và Herzegovina, Liên bang Cộng hòa nhân dân Nam Tư. Petrović bắt đầu chơi bóng là ở NK Darda (đội bóng thành lập năm 1952, hiện tại đang thi đấu tại Croatia), sau đó ông chuyển tới NK Osijek và thi đấu tại đây 12 năm từ 1967-1979, ghi được 149 bàn thắng. Sau đó ông chuyển tới Hoa Kỳ và chơi bóng tại đây trong giai đoạn 1979-1982 cho 3 đội bóng tại giải bóng đá trong nhà trước khi từ giã sự nghiệp cầu thủ năm 1982 để trở lại châu Âu tham gia công tác huấn luyện.

### Huấn luyện
Petrović bắt đầu công tác huấn luyện với đội trẻ của NK Osijek từ 1982-1984, sau đó ông làm trợ lý ở Espanyol trước khi chính thức quay trở lại nắm quyền huấn luyện viên trưởng trong 3 năm ở NK Osijek. Ông lần lượt trải qua cầm quân ở các đội tuyển trẻ quốc gia Nam Tư, các cậu lạc bộ FK Spartak Subotica, FK Rad, FK Vojvodina trước khi cùng Sao đỏ Beograd giành cúp C1 châu Âu năm 1991.
Sau vinh quang năm 1991 ở sự nghiệp huấn luyện viên ông lần lượt tới dẫn dắt nhiều đội bóng ở các giải bóng đá quốc gia Tây Ban Nha, Urugoay, Áo, Hy Lạp, Các tiểu vương quốc Ả rập thống nhất, Trung Quốc, Croatia, Bungari. Tháng 12 năm 2016 ông chính thức trở thành huấn luyện viên trưởng của một đội bóng địa phương ở Việt Nam, câu lạc bộ bóng đá Thanh Hóa với thời hạn hợp đồng 1 năm.
Sau khi dẫn dắt Armée Patriotique Rwandaise FC của Rwanda (trong năm 2018) và PFC CSKA Sofia của Bulgaria (năm 2019), cuối năm 2020, ông lại trở lại Việt Nam để dẫn dắt FLC Thanh Hóa (hiện nay là Đông Á Thanh Hóa) thêm một lần nữa.
Hiện tại, ông đã về Serbia để chữa trị căn bệnh cao huyết áp, và hợp đồng giữa ông và CLB Đông Á Thanh Hoá đã kết thúc.

## Thông tin khác
Petrović có bằng thạc sĩ về giáo dục thể chất và giảng viên tại trường Đại học Novi Sad (một trường đại học công lập lớn thứ 2 ở Serbia). Vợ ông là Snezana, sinh ra cho ông một con trai và một con gái, ông cũng đã có hai người cháu là Nicholas và Anastasia.

## Thành tích
- Năm 1987, vô địch U18 thế giới cùng tuyển U18 Nam Tư. Á quân U21 châu Âu cùng tuyển U21 Nam Tư.
- Mùa bóng 1988-1989, Vô địch Nam Tư cùng FK Vojvodina.
- Mùa bóng 1991, vô địch UEFA Champions League, vô địch Nam Tư với Sao đỏ Beograd.
- Mùa bóng 1994-1995, vô địch Serbia và Montenegro, cúp Serbia và Montenegro cùng Sao đỏ Beograd.
- Mùa bóng 1999-2000, á quân giải vô địch quốc gia Trung Quốc cùng Thân Hoa Thượng Hải.
- Mùa bóng 2001, vô địch Bungari cùng FC Levski Sofia.
- Mùa bóng 2001-2002, á quân giải vô địch quốc gia Trung Quốc (mùa bóng đầu tiên đổi tên thành giải China Super League) cùng Bắc Kinh Quốc An. Mùa bóng này ông được bầu chọn là huấn luyện viên cuất sắc nhất năm của giải bóng đá vô địch quốc gia Trung Quốc.
- Mùa bóng 2003-2004, giành Cúp quốc gia Bungari cùng với PFC Litex Lovech.
- Mùa bóng 2005-2006, giành vé vào vòng đấu bảng UEFA Cup, giành vị trí thứ 3 giải vô địch Bungari với PFC Litex Lovech.
- Mùa bóng 2006-2007, á quân Cúp quốc gia Bungari cùng PFC Litex Lovech.
- Mùa bóng 2012-2013, xếp thứ tư giải vô đich quốc gia Kazakhstan (Super League Kazakhstan) cùng FK Taraz. Được bình chọn là huấn luyện viên xuất sắc nhất năm 2013 của giải bóng đá vô địch Kazakhstan.